# 埃倫代爾 (明尼蘇達州)
埃倫代爾（英語：Ellendale）是一個位於美國明尼蘇達州斯蒂爾縣的城市。

## 歷史
埃倫代爾於1900年成立，得名自一鐵路公司老闆之妻艾倫·戴爾·艾夫斯（Ellen Dale Ives）。埃倫代爾的郵局自1901年營運至今。

## 人口
根據2020年美國人口普查的數據，埃倫代爾的面積為2.16平方千米，皆為陸地。當地共有人口676人，而人口密度為每平方千米313人。